# Salvatore Cavallaro (pugile)
Salvatore Cavallaro (Catania, 16 agosto 1995) è un pugile italiano nella categoria dei pesi medi.

## Carriera
Ha vinto una medaglia di bronzo ai Mondiali Juniores di Astana nel 2011. Dopo le vittorie contro Oleksandr Chyžnjak dell'Ucraina e Daulet Baigabatow del Kazakistan, è stato eliminato in semifinale contro l'azero Orkhan Mayilli (+7:7). Nel 2012 e 2013 è stato campione italiano giovanile.
Nel 2013 ha vinto un'altra medaglia di bronzo ai Campionati Europei Giovanili di Rotterdam. Con le vittorie contro Connor Wallace dall'Irlanda, Athanasios Kazakis dalla Germania e Robert Racz dalla Slovacchia, ha raggiunto le semifinali, dove ha perso contro il francese Christian Assomo (1:2).
Nel giugno 2015 ha esordito per la prima volta nella ccategoria élite e ha preso parte ai I Giochi europei di Baku. Nel turno preliminare ha vinto contro l'olimpionico serbo Aleksandar Drenovak (3-0) e negli ottavi di finale contro il campione del Commonwealth britannico e bronzo ai Mondiali Anthony Fowler (3-0), prima di essere battuto dal russo Maxim Koptjakow nel quarti di finale.
Nell'agosto 2015 ha combattuto per tornare nella classifica dei Campionati europei di pugilato dilettanti 2015 di Samokov dove ha raggiunto le semifinali battendo Denis Radovan della Germania (2:1), Christian Assomo dalla Francia (3:0) e Troy Williamson dell'Inghilterra (3:0). Poi è stato sconfitto nella semifinale contro il polacco Tomasz Jabłoński (1:2).
Ai Mondiali di Doha 2015 ha perso nel turno preliminare contro Anthony Campbell. Anche nella qualificazione olimpica europea nel 2016 è stato eliminato nel turno preliminare da Arman Hovhikyan (0:3).
Ai Campionati Europei 2017 a Charkiv ha vinto una medaglia di bronzo e si è quindi qualificato per i Campionati del Mondo 2017 ad Amburgo, dove ha perso contro il campione olimpico cubano Arlen López negli ottavi. Ha vinto la medaglia d'argento ai Giochi del Mediterraneo 2018 in Spagna e una medaglia di bronzo ai Campionati europei 2018 in Spagna.
Ha concluso i Giochi Europei 2019 a Minsk vincendo la medaglia d'argento dopo aver perso in finale contro Oleksandr Chyžnjak. Ai Mondiali 2019 di Ekaterinburg è stato eliminato ai quarti di finale, mentre nel 2021 a Belgrado conquista la medaglia di bronzo.
Nel 2015 ha anche boxato per la squadra “Italia Thunder” nel WSB.
- Gennaio 2015: Vittoria contro Jeffrey Flaz dei Puerto Rico Hurricanes
- Gennaio 2015: sconfitta contro Nikolai Weselow dall'Azerbaigian Baku Fires
- Febbraio 2015: sconfitta contro Tomasz Jabłoński di Rafako Hussars Poland
- Marzo 2015: Vittoria contro Anthony Campbell degli USA Knockouts
- Aprile 2015: Sconfitta contro Nalek Korvaj da Caciques de Venezuela
- Maggio 2015: sconfitta contro Pyotr Chamukov del Russian Boxing Team
- Febbraio 2017: Vittoria contro Luka Plantic dei British Lionhearts

## Palmarès
- Mondiali

Belgrado 2021: bronzo nei pesi medi;
- Europei

Samokov 2015: bronzo nei pesi medi;
Charkiv, 2017: bronzo nei pesi medi;
Erevan 2022: bronzo nei pesi medi;
- Giochi europei

Minsk 2019: argento nei pesi medi;
Kraków-Małopolska 2023: bronzo nei pesi mediomassimi;
- Giochi del Mediterraneo

Tarragona 2018: argento nei pesi medi;
Orano 2022: bronzo nei pesi medi;